# Presa de Nurek
La presa de Nurek o la Central Hidroelèctrica de Nurek (en tadjik: Нерӯгоҳи обии Норак, Nerūgohi obii Norak) és una presa de materials solts de Tadjikistan construïda al riu Vakhsh, a la frontera entre la província de Khatlon i la regió sota subordinació republicana. El seu principal objectiu és la generació d'energia hidroelèctrica i la seva central té una capacitat instal·lada de 3.015 MW. La construcció de la presa va començar en 1961 i el primer generador de la central elèctrica es va posar en marxa en 1972. L'últim generador es va posar en marxa en 1979 i tot el projecte es va completar en 1980, quan Tadjikistan era encara una república dins de la Unió Soviètica, convertint-se en aquest moment en la presa més alta del món. Amb 304 m d'altura, és actualment la segona presa més alta del món feta per l'home, després que la presa de Jinping-I la hagués superat en 2013. La presa de Rogun, també en el Vakhsh i al Tadjikistan, podria superar-la si finalment es duu a terme.

## Construcció
La presa de Nurek va ser construïda per la Unió Soviètica entre els anys 1961 i 1980. La seva construcció és única, amb un nucli central de ciment que forma una barrera impermeable en una construcció de 300 m d'altura de roca i terra. El volum del monticle és de 54 milions de m³. La presa inclou nou unitats generadores hidroelèctriques, la primera posada en marxa en 1972 i l'última en 1979. S'estima que 5.000 persones van ser reassentades de la zona d'inundació de la presa.
La presa està situada en un profund congost al llarg del riu Vakhsh, en l'oest de Tadjikistan, a uns 75 km a l'est de Duixanbe, la capital del país. En una ciutat pròxima a la presa, també anomenada Nurek, viuen enginyers i altres treballadors empleats en la central elèctrica de la presa.

## Generació d'electricitat
Un total de nou turbines Francis s'han instal·lat en la central de la presa de Nurek. Originalment tenien una capacitat de generació de 300 MW cadascuna (2,7 GW en total), encara que després han estat redissenyades i modernitzades de tal manera que ara cada una produeix 335 MW (3,15 GW en total). A partir de 1994, això va suposar la major part de la capacitat de generació hidroelèctrica de 4,0 GW del país, sent suficient per a satisfer el 98% de les seves necessitats d'electricitat.

## Embassament
L'embassament format per la presa de Nurek, conegut simplement com a Nurek, és el més gran del Tadjikistan, amb una capacitat de 10,5 km³. L'embassament té més de 70 km de longitud i una superfície de 98 km² L'embassament impulsa la central hidroelèctrica situada l'interior de la presa. L'aigua emmagatzemada s'utilitza també per al reg de les terres agrícoles. L'aigua de reg es transporta 14 quilòmetres a través del túnel de reg de Dangara i s'utilitza per a regar uns 700 km² de terres agrícoles. Se sospita que l'embassament pot haver causat una sismicitat induïda en ser utilitzat com a dipòsit.

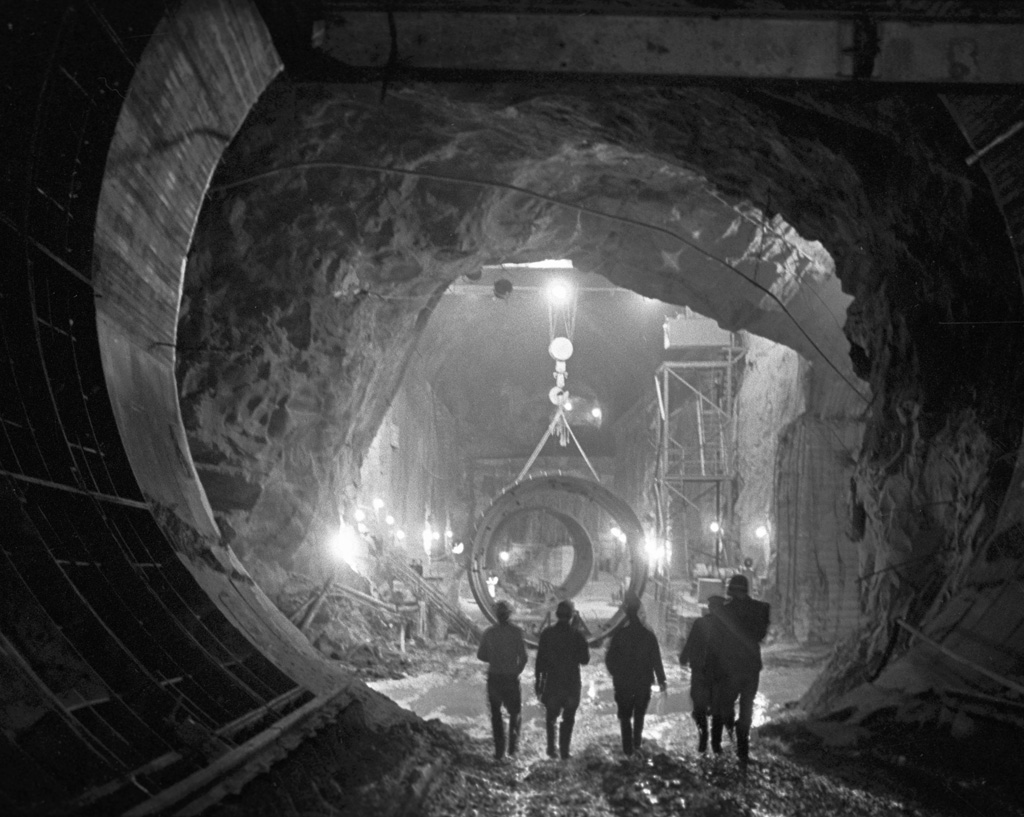
Treballadors del túnel que portarà les aigües de l'embassament a les turbines HPP de Nurekskaya (1 novembre de 1970)
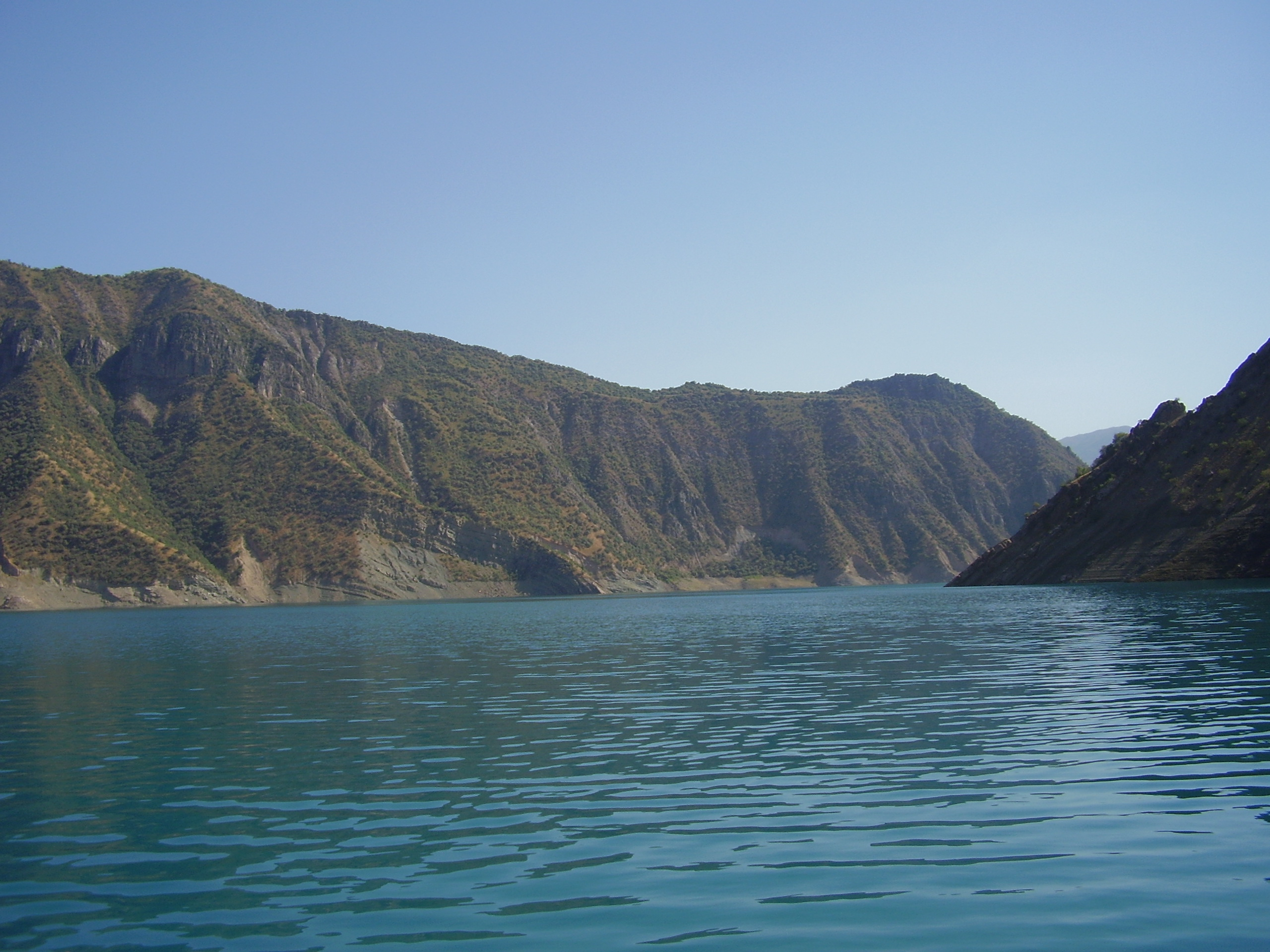
Vista de l'embassament
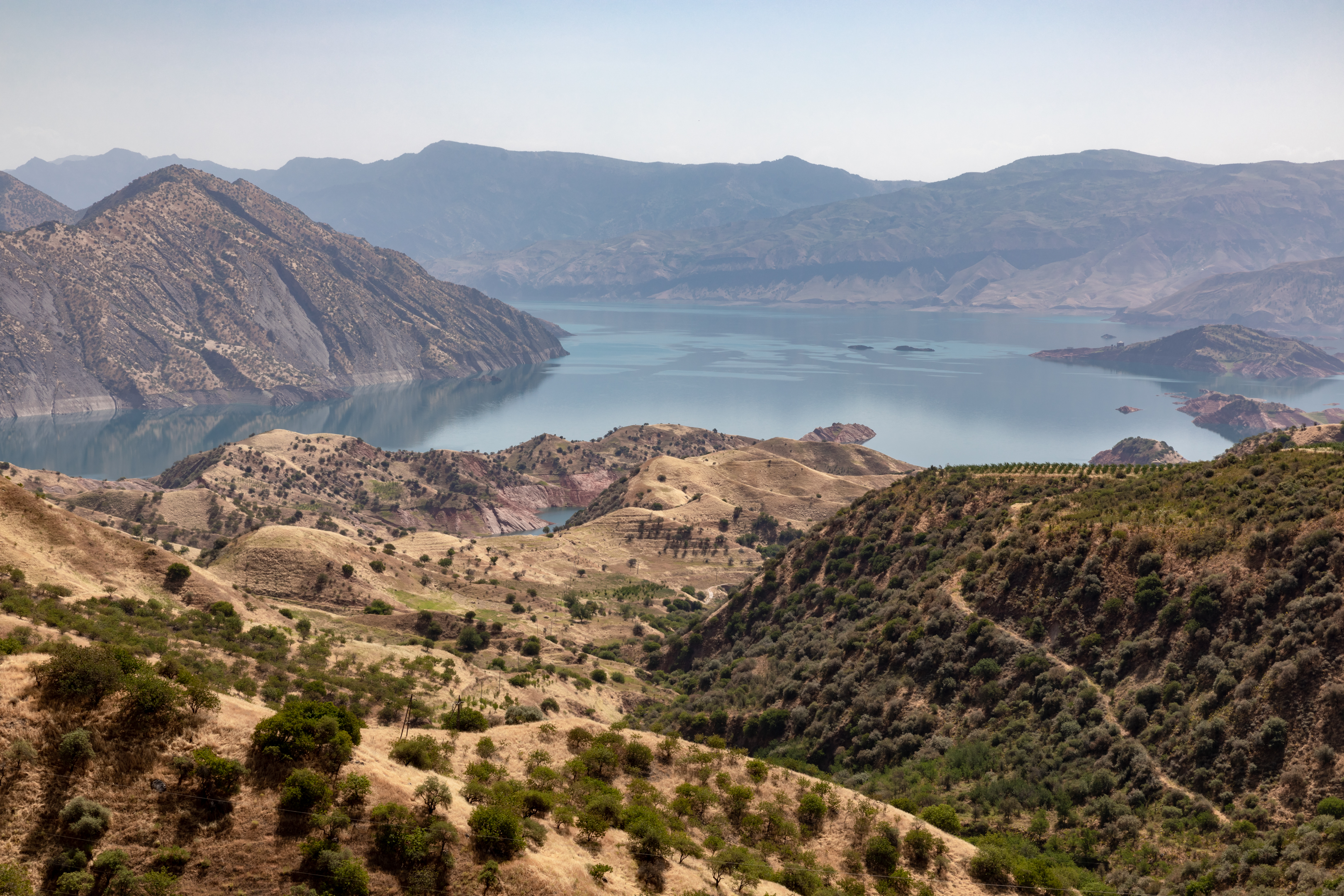
Vista de l'embassament
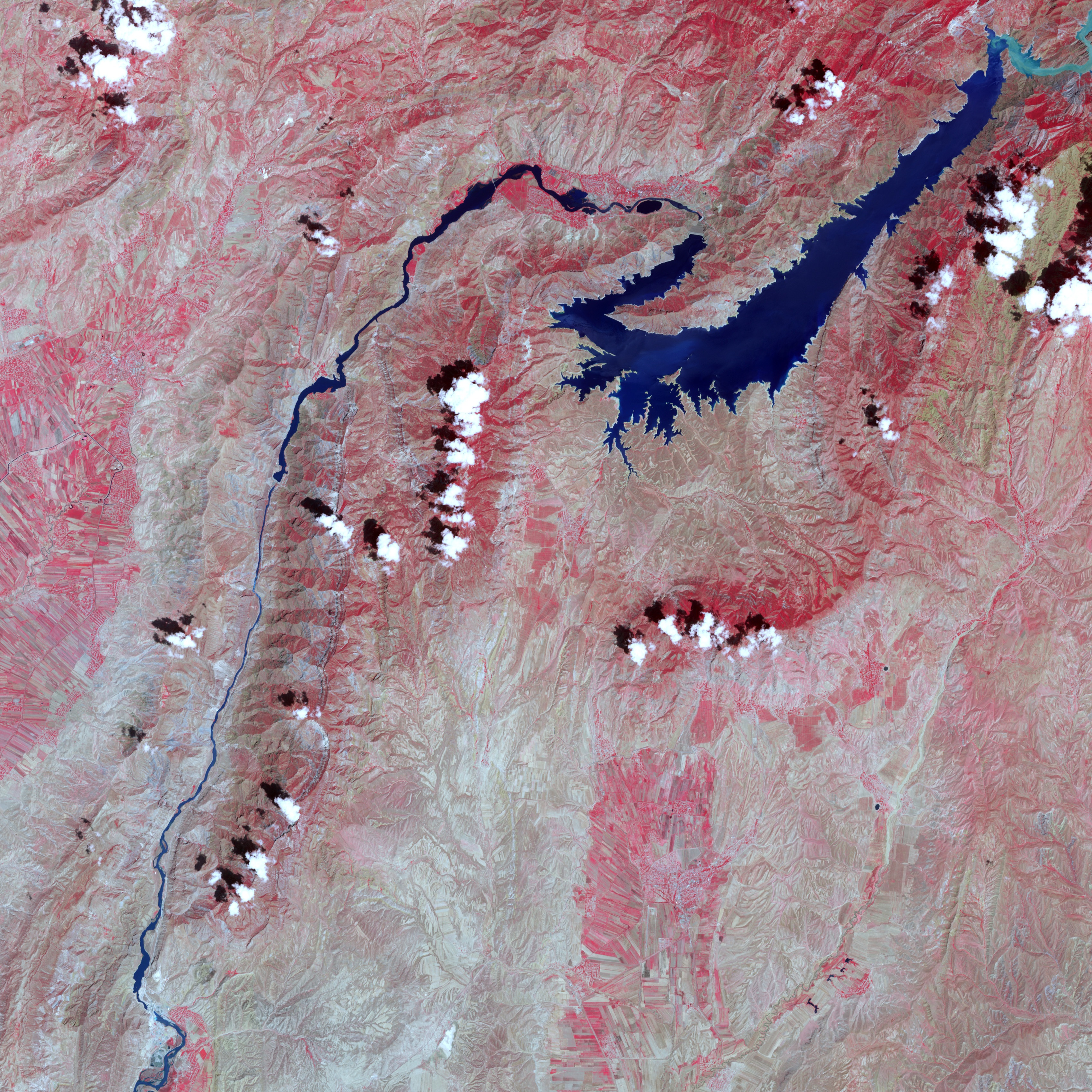
Vista de satèl·lit de l'embassament (2007)
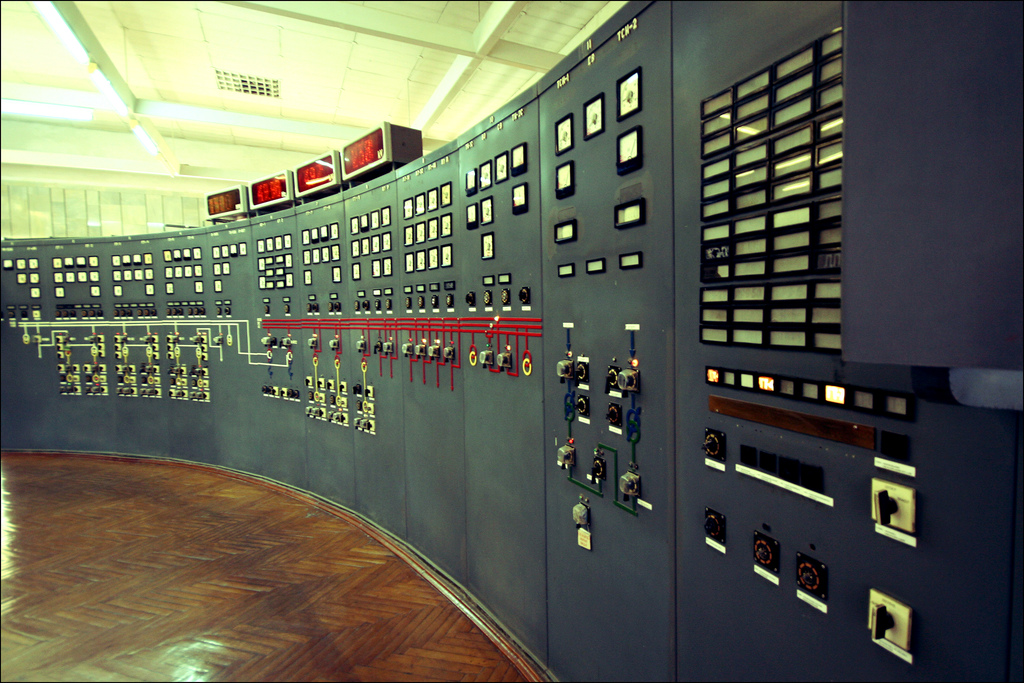
Panell de control central del HPP de Nurek.
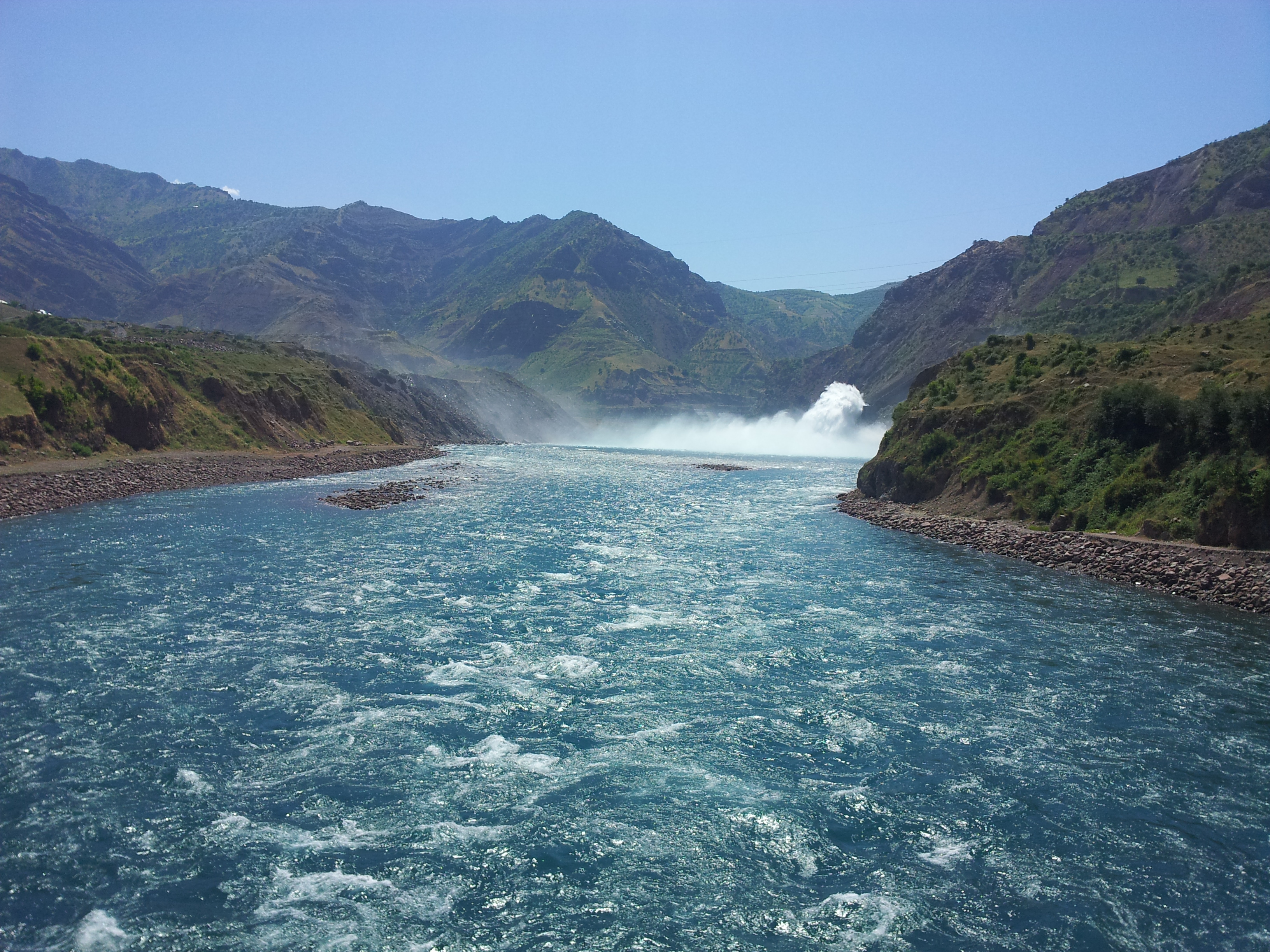
Desguàs de la presa